# Stabat mater

Darstellung der Schmerzensmutter auf einem Bild des Malers Tizian, 1554.

Das Stabat mater (nach dem Gedichtanfang Stabat mater dolorosa, lat. für ‚Es stand die Mutter schmerzerfüllt‘) ist ein mittelalterliches Gedicht, das die Mutter Jesu in ihrem Schmerz um den gekreuzigten Jesus als zentralen Inhalt hat. Die Verfasserschaft ist ungeklärt. Das Gedicht wurde in der Vergangenheit unter anderem Papst Innozenz III. († 1216) sowie den Franziskanern Iacopone da Todi († 1306) und Johannes Bonaventura († 1274) zugeschrieben.
Das Stabat mater fand 1521 Eingang in das Missale Romanum, wurde aber wie fast alle Sequenzen durch das Konzil von Trient aus dem Gottesdienst verbannt. 1727 wurde es bei der Einführung des Festes Septem Dolorum Beatae Mariae Virginis (Gedächtnis der sieben Schmerzen Mariens) als Sequenz in den Messtext und als Hymnus in das Brevier der katholischen Kirche aufgenommen und gehört seither wieder zur katholischen Liturgie. Allerdings wurde das 1727 auf den Freitag nach dem Passionssonntag gelegte Fest durch die Liturgiereform des Zweiten Vatikanischen Konzils abgeschafft, so dass das Stabat Mater als liturgisches Stück nur noch am 15. September, dem heutigen Termin Gedächtnis der Schmerzen Mariä, ad libitum (nach Belieben) gesungen oder gebetet werden kann.
Die bekannteste deutsche Übertragung des Stabat mater stammt von Heinrich Bone (1847).

## Originaltext, liturgischer Text und Übertragungen ins Deutsche
Wie bei vielen berühmten Lied-Texten gibt es zum Stabat mater mehrere verschiedene Versionen. Der kritische Text der Sequenz wurde von Clemens Blume und Henry M. Bannister aufgrund der 86 Handschriften (die ältesten sind aus dem 13. Jh.) in Analecta Hymnica herausgegeben.  Dieser „Original-Text“ wird in der ersten Spalte wiedergegeben.
Nicht minder wichtig ist die seitens der katholischen Kirche approbierte aktuelle liturgische Version. Sie steht im Graduale Romanum von 1973/1979. Im Vergleich zu manchen früheren liturgischen Versionen weicht sie nur noch wenig vom Urtext ab. Aus chronologischen Gründen ist sie in der vierten und letzten Spalte niedergeschrieben, wobei die Abweichungen vom Urtext fett gedruckt sind.
In der zweiten Spalte, also unmittelbar neben dem Original, steht die deutsche Fassung von Christoph Martin Wieland aus dem Jahr 1779, erschienen in dessen Zeitschrift Der Teutsche Merkur. Etwa 24 weitere spätmittelalterliche Nachbildungen im deutschen Sprachraum edierte und untersuchte Andreas Kraß, eine eingehende Untersuchung und Edition mittelniederländischer Übertragungen der gleichen Epoche bietet P. Maximilianus van Dun.
In der dritten Spalte, also links neben der aktuellen Fassung im Graduale Romanum, steht eine Übertragung von Heinrich Bone (1847). Das Gotteslob enthält unter der Nummer 532 (GLalt 584): Christi Mutter stand mit Schmerzen (Melodie: Köln 1638) fünf der zehn Strophen. Dabei entsprechen die ersten vier der ersten, zweiten, vierten und sechsten (leicht verändert) Strophe des Textes von Heinrich Bone, während die letzte Strophe eine eigenständige Übertragung der zehnten Strophe des lateinischen Originaltextes bietet; Bone und Wieland richten nämlich ihre zehnte Strophe nach der Textversion aus, die das Graduale Romanum übernommen hat. Im Eigenteil des Gotteslobes der Bistümer Freiburg und Rottenburg-Stuttgart ist unter Nummer 885 (GLalt 896) die Übertragung nach Bone vollständig abgedruckt, die Melodie entstammt der Sammlung Evangelium in Gesängen von 1656.
In der fünften Spalte findet sich eine aktuelle Übertragung von Othmar Fiedler aus dem Jahr 2017, die sich auf die lateinische Originalversion bezieht und sich lediglich in der letzten Strophe nach dem Graduale Romanum richtet. Sie hält sich in Metrum und Reimschema genau an die lateinischen Vorlagen.
| Lateinischer Originaltext gedichtet um 1200–1300 | Gereimte Übertragung Christoph Martin Wieland 1779 | Gereimte Übertragung Heinrich Bone 1847 | Aktueller liturgischer Text Graduale Romanum 1973/79/> | Moderne Übertragung Othmar Fiedler 2017 /> |
| --- | --- | --- | --- | --- |
| 1. Stabat mater dolorosa Iuxta crucem lacrimosa, Dum pendebat filius; 2. Cuius animam gementem, Contristantem et dolentem Pertransivit gladius. 3. O quam tristis et afflicta Fuit illa benedicta Mater unigeniti! 4. Quae maerebat et dolebat, Et tremebat, cum videbat Nati poenas incliti. 5. Quis est homo, qui non fleret, Matrem Christi si videret In tanto supplicio? 6. Quis non posset contristari, Piam matrem contemplari Dolentem cum filio? 7. Pro peccatis suae gentis Iesum vidit in tormentis Et flagellis subditum. 8. Vidit suum dulcem natum Morientem, desolatum, Cum emisit spiritum. 9. Eia, mater, fons amoris, Me sentire vim doloris Fac, ut tecum lugeam. 10. Fac, ut ardeat cor meum In amando Christum Deum, Ut sibi complaceam. 11. Sancta mater, illud agas, Crucifixi fige plagas Cordi meo valide. 12. Tui nati vulnerati, Iam dignati pro me pati, Poenas mecum divide. 13. Fac me vere tecum flere, Crucifixo condolere, Donec ego vixero. 14. Iuxta crucem tecum stare, Te libenter sociare In planctu desidero. 15. Virgo virginum praeclara, Mihi iam non sis amara, Fac me tecum plangere. 16. Fac, ut portem Christi mortem, Passionis eius sortem Et plagas recolere. 17. Fac me plagis vulnerari, Cruce hac inebriari Ob amorem filii. 18. Inflammatus et accensus, Per te, virgo, sim defensus In die iudicii. 19. Fac me cruce custodiri, Morte Christi praemuniri, Confoveri gratia. 20. Quando corpus morietur, Fac ut anima donetur Paradisi gloriae. | Schaut die Mutter voller Schmerzen, wie sie mit zerrißnem Herzen unterm Kreuz des Sohnes steht: Ach! wie bangt ihr Herz, wie bricht es, da das Schwerdt des Weltgerichtes tief durch ihre Seele geht! O wie bittrer Qualen Beute ward die Hochgebenedeite Mutter des Gekreuzigten! Wie die bange Seele lechzet! Wie sie zittert, wie sie ächzet, des Geliebten Pein zu sehn! Wessen Auge kann der Zähren bey dem Jammer sich erwehren, der die Mutter Christi drükt? Wer nicht innig sich betrüben, der die Mutter mit dem lieben Sohn in solcher Noth erblikt? Für die Sünden seiner Brüder, sieht sie, wie die zarten Glieder schwehrer Geisseln Wuth zerreißt: Sieht den holden Sohn erblassen, Trostberaubt, von Gott verlassen, still verathmen seinen Geist. Laß, o Mutter, Quell der Liebe, laß die Fluth der heil‘gen Triebe strömen in mein Herz herab! Laß in Liebe mich entbrennen, ganz für den in Liebe brennen, Der für mich sein Leben gab. Drük, o Heilge, alle Wunden, die dein Sohn für mich empfunden, tief in meine Seele ein! Laß in Reue mich zerfließen, mit Ihm leiden, mit Ihm büßen, mit Ihm theilen jede Pein! Laß mich herzlich mit dir weinen, mich durchs Kreuz mit Ihm vereinen, sterben all mein Lebenlang! Unterm Kreuz mit dir zu stehen, unverwandt hinauf zu sehen, sehn’ ich mich aus Liebesdrang. Gieb mir Theil an Christi Leiden, laß von aller Lust mich scheiden, die ihm diese Wunden schlug! Auch ich will mir Wunden schlagen, will das Kreuz des Lammes tragen, welches meine Sünde trug. Laß, wenn meine Wunden fließen, liebestrunken mich genießen dieses tröstenden Gesichts! Flammend noch vom heilgen Feuer, deck’, o Jungfrau, mich dein Schleyer Einst am Tage des Gerichts! Gegen aller Feinde stürmen laß mich Christi Kreuz beschirmen, sey die Gnade mein Panier! Dekt des Grabes düstre Höle meinen Leib, so nimm die Seele auf ins Paradies zu dir! | Christi Mutter stand mit Schmerzen bei dem Kreuz und weint von Herzen, als ihr lieber Sohn da hing. Durch die Seele voller Trauer, schneidend unter Todesschauer, jetzt das Schwert des Leidens ging. Welch ein Schmerz der Auserkornen, da sie sah den Eingebornen, wie er mit dem Tode rang. Angst und Jammer, Qual und Bangen, alles Leid hielt sie umfangen, das nur je ein Herz durchdrang. Ist ein Mensch auf aller Erden, der nicht muss erweichet werden, wenn er Christi Mutter denkt, wie sie, ganz von Weh zerschlagen, bleich da steht, ohn alles Klagen, nur ins Leid des Sohns versenkt? Ach, für seiner Brüder Schulden sah sie ihn die Marter dulden, Geißeln, Dornen, Spott und Hohn; sah ihn trostlos und verlassen an dem blutgen Kreuz erblassen, ihren lieben einzgen Sohn. O du Mutter, Brunn der Liebe, mich erfüll mit gleichem Triebe, dass ich fühl die Schmerzen dein; dass mein Herz, im Leid entzündet, sich mit deiner Lieb verbindet, um zu lieben Gott allein. Drücke deines Sohnes Wunden, so wie du sie selbst empfunden, heilge Mutter, in mein Herz! Dass ich weiß, was ich verschuldet, was dein Sohn für mich erduldet, gib mir Teil an seinem Schmerz! Lass mich wahrhaft mit dir weinen, mich mit Christi Leid vereinen, so lang mir das Leben währt! An dem Kreuz mit dir zu stehen, unverwandt hinaufzusehen, ist’s, wonach mein Herz begehrt. O du Jungfrau der Jungfrauen, woll auf mich in Liebe schauen, dass ich teile deinen Schmerz, dass ich Christi Tod und Leiden, Marter, Angst und bittres Scheiden fühle wie dein Mutterherz! Alle Wunden, ihm geschlagen, Schmach und Kreuz mit ihm zu tragen, das sei fortan mein Gewinn! Dass mein Herz, von Lieb entzündet, Gnade im Gerichte findet, sei du meine Schützerin! Mach, dass mich sein Kreuz bewache, dass sein Tod mich selig mache, mich erwärm sein Gnadenlicht, dass die Seel sich mög erheben frei zu Gott in ewgem Leben, wann mein sterbend Auge bricht! | Stabat mater dolorosa Iuxta crucem lacrimosa, Dum pendebat filius. Cuius animam gementem, Contristatam et dolentem Pertransivit gladius. O quam tristis et afflicta Fuit illa benedicta Mater unigeniti! Quae maerebat et dolebat, Pia Mater, dum videbat Nati poenas inclyti. Quis est homo, qui non fleret, Matrem Christi si videret In tanto supplicio? Quis non posset contristari, Piam matrem contemplari Dolentem cum Filio? Pro peccatis suae gentis Vidit Iesum in tormentis Et flagellis subditum. Vidit suum dulcem natum Morientem desolatum, Dum emisit spiritum. Eia mater, fons amoris, Me sentire vim doloris Fac, ut tecum lugeam. Fac, ut ardeat cor meum In amando Christum Deum, Ut sibi complaceam. Sancta mater, istud agas, Crucifixi fige plagas Cordi meo valide. Tui nati vulnerati, Tam dignati pro me pati, Poenas mecum divide. Fac me vere tecum flere, Crucifixo condolere, Donec ego vixero. Iuxta crucem tecum stare Ac me tibi sociare In planctu desidero. Virgo virginum praeclara, Mihi iam non sis amara: Fac me tecum plangere. Fac ut portem Christi mortem, Passionis fac me sortem, Et plagas recolere. Fac me plagis vulnerari, Cruce hac inebriari Et cruore Filii, Flammis urar ne succensus, Per te Virgo, sim defensus In die iudicii. Fac me cruce custodiri, Morte Christi praemuniri, Confoveri gratia. Quando corpus morietur, Fac ut animae donetur Paradisi gloria. | Unterm Kreuz stand, reich an Schmerzen, Jesu Mutter, Gram im Herzen, dort hing Jesus, schmerzverzehrt. Seine Seele voller Klagen, Leid und Schmerz, kaum zu ertragen, wie durchbohrt von einem Schwert. Schwach und traurig ihm zur Seite stand die hochgebenedeite Mutter Gottes einzigen Sohns, wie sie hilflos musst' zuschauen, wie ihr Sohn voll Pein und Grauen Qualen litt, voll bitteren Hohns. Welcher Mensch würd' nicht erschauern, säh' er Christi Mutter trauern in solch großem Herzeleid? Wen auch würd's nicht hart angehen, Christi Mutter zuzusehen leiden voller Traurigkeit? Für die Sünden von uns allen sah sie Jesum qualvoll fallen, ausgepeitscht voll Spott und Hohn, sah ihr liebes Kind verlassen, hoffnungslos am Kreuz erblassen, sterben sah sie ihren Sohn. Ach du Mutter, Quell der Liebe, dass des Schmerzes Kraft mich triebe, dass ich mit dir trauern kann. Lass mein Herz in Liebe brennen, Christum meinen Herren nennen, dass ich ihm gefalle dann. Heilige Mutter, das bewege, meinem Herzen fest einpräge seine Wunden für und für. Deines Sohnes schlimme Qualen, um für meine Schuld zu zahlen, diese Qualen teil mit mir. Lass mich wahrhaft mit dir weinen, Schmerz empfinden um den einen jetzt und immer, lebenslang. Zu dem Kreuze will ich gehen, um dir gerne beizustehen, wehzuklagen laut und bang. Edle Jungfrau der Jungfrauen, lass auf deine Hilf' mich bauen, in dein Klagen stimmen ein. Lass mich Christi Todesqualen immer mir vors Auge malen, Teil des Leidens Christi sein. Lass die Wunden mich verletzen, an das Kreuz dort mich versetzen ob der Liebe zu dem Sohn. In des Jüngsten Tages Wehen bitt' ich dich, mir beizustehen, wenn erschallt Posaunenton. Dass dein Kreuz mich dann bewahre, durch den Tod ich Schutz erfahre. Beim Gericht er sei mir nah. Wenn der Leib dereinst wird sterben, lass die Seele dann ererben Paradieses Gloria. |

Die auffälligste Abweichung zwischen den ältesten Fassungen betrifft die erste Hälfte der zehnten und letzten Strophe. Eine „deutsche“ Gruppe von Handschriften bringt hier eine alternative Strophe, die auf den Schutz durch den Kreuzestod Christi lenkt. Während frühere Ausgaben des Graduale Romanum wie die Auflage von 1908 hier dem Text der „deutschen“ Gruppe folgten, entschieden die Herausgeber der Ausgabe von 1973 für den Text der ältesten Handschrift.

## Analyse der Strophen
Das Stabat Mater besitzt zehn Strophen, die nochmals in zwei Teilstrophen à drei Zeilen unterteilt sind. Dies deutet darauf hin, dass das Stabat Mater als Sequenz von zwei Halbchören gesungen worden ist, wobei zuerst der erste Halbchor die erste Teilstrophe auf eine Melodie gesungen und dann der zweite Halbchor mit der zweiten Teilstrophe auf die gleiche Melodie geantwortet hat. Die Endreimfolge aller Strophen ist als Schweifreim angelegt (Reimschema [aabccb]).

## Vertonungen
Das Stabat Mater ist oft vertont worden. Nicht immer wurde der gesamte Text verwendet; unterschiedliche Anlässe für die Kompositionen und persönliche Vorlieben der Komponisten führten zur Akzentsetzung etwa unter den Themen: Trost, Leid, Klage.
Die alte gregorianische Choralmelodie wurde von Josquin und Palestrina schon im 15. bzw. 16. Jahrhundert polyphon vertont.
Viele spätere Komponisten schufen Vertonungen des Stabat Mater, die heute noch aufgeführt werden (nach dem Komponistennamen folgt die Besetzung):
- Josquin Desprez als Motette (1480)
- Orlando di Lasso für Männerchor (1585)
- Giovanni Pierluigi da Palestrina für zwei gemischte Chöre (ca. 1590)
- Giovanni Felice Sances als Solo-Motette (1643): Stabat mater (Sances)
- Marc-Antoine Charpentier (1680)
- Emanuele d’Astorga für Soli, Chor, Orchester und Orgel (1707)
- Antonio Maria Bononcini (ca. 1710)
- Domenico Scarlatti für 10-stimmigen Chor und Continuo (1715)
- Alessandro Scarlatti für Sopran, Alt und Continuo (1723)
- Antonio Caldara für Soli, Chor, Streicher und zwei Posaunen (± 1725)
- Antonio Vivaldi für Alt, Streicher und Continuo (± 1727)
- Agostino Steffani für Soli, Chor, Streicher und Orgel (1727)
- Giovanni Battista Pergolesi für Alt, Sopran, Streicher und Continuo (1736): Stabat mater (Pergolesi)
- Placidus von Camerloher (1718–1782) für Soli, Chor und Streichorchester (Kammerorchester? mit Trompeten?)
- Tommaso Traetta Stabat mater (1750)
- Pasquale Cafaro Stabat mater a quattro voci e a due in canone, con violini, viola, e basso (1784)
- Giovanni Benedetto Platti (18. Jahrhundert)
- Kurfürst Max III. Joseph von Bayern für Soli, Chor und Orchester (1766)
- Joseph Haydn: Stabat Mater für Soli, Chor und Orchester (1767)
- Franz Ignaz Beck für Alt, Sopran, Bariton, Chor und Orchester (1782)
- Luigi Boccherini für Sopran und Streicher / Alt, Tenor und Streicher (1781/1800)
- Carl Joseph Rodewald für 2 Soprane und Orchester (1799)
- Franz Schubert für Soli, Chor und Orchester (1815)
- Friedrich Theodor Fröhlich, Stabat mater (deutsch, 1829)
- Gioachino Rossini, Stabat Mater für Soloquartett, Chor und Orchester (1832/42)
- Peter Cornelius für Soli, Chor u. Orchester (1849)
- Franz Liszt für Soli, Chor und Orchester (als Teil des Christus-Oratoriums, 1862–1866)
- Louis Théodore Gouvy op. 65, für Soli, Chor und Orchester (1875)
- Josef Gabriel Rheinberger c-Moll op. 16 für Sopran, Tenor, Bass, Chor und Orchester (1864) und g-Moll op. 138 für Chor, Streicher (ad lib.) und Orgel (1884)
- Antonín Dvořák op. 58, für Soloquartett, Chor, Orgel und Orchester (1877)
- Franz Wüllner op. 45 für 8-stimmigen gemischten Chor
- Laura Netzel op. 45, für Sopran, Mezzosopran, Alt, Tenor, Bass, gemischten Chor und Orgel (1890)
- Giuseppe Verdi (als Teil der Quattro pezzi sacri) für Chor und Orchester (1898)
- Lorenzo Perosi für vier Stimmen (1902)
- Karol Szymanowski op. 53, für drei Solostimmen, Chor und Orchester (1925/1926)[11]
- Johann Nepomuk David für sechsstimmigen gemischten Chor a cappella (SSATBB) (1927)
- Albert de Klerk für Sopran, Tenor, gemischten Chor und Orchester (1944)
- Francis Poulenc für Sopran, Chor und Orchester (1950/51)
- Zoltán Kodály für gemischten Chor (1898, 1962 revidiert)
- Krzysztof Penderecki für 3 gemischte Chöre (SATB) a cappella (1962)
- Vincent Persichetti für Chor und Orchester, op. 92 (1963)
- Frank Martin für Sopran, Violine und Orchester (1967)
- Henryk Mikołaj Górecki für Orchester mit Sopran und Chor (1971)
- Poul Ruders für Knabensopran, verstimmtes Klavier, Orgel, Schlagzeug und gemischten Chor (1975)
- Arvo Pärt für Sopran, Countertenor (Alt), Tenor und Streicher-Trio (1985); Bearbeitung für gemischten Chor (SAT) und Streichorchester (2008)
- Knut Nystedt für gemischten Chor und Solo-Violoncello (1986)
- Sōmei Satō für Sopran und gemischten Chor (1987)
- David Haladjian für Sopran-Solo und vierstimmigen Frauenchor (1989)
- Vytautas Barkauskas für gemischten Chor (1990)
- Klaus Miehling für Sopran und Streichsextett op. 39 (1992), Bearb. für Sopran und Orgel op. 39a (2009)
- Walter Steffens für 9-stg. Frauenchor (1993)
- Manfred Niehaus für drei gemischte oder gleiche Stimmen a cappella, solistisch oder chorisch (1994)
- Lutz-Werner Hesse für Sopran- und Altsolo, gem. Chor, Altsaxophon, Schlagzeug und Orgel op. 28 (1997/98)
- Carl Rütti für zwei Chöre, Mezzo Solo, Vokal-Quartett, Solo-Cello und Streichquartett (1997/98)
- Javier Busto für gemischten Chor (1998)
- Jaakko Mäntyjärvi für gemischten Chor und Streicher (1998)
- Wolfgang Rihm für Mezzosopran, Alt, Streicher und Harfe (2000)
- Salvador Brotons für Soli, Chor und Orchester (2000)
- Markus Höring für Frauenchor a cappella (2002)
- Christophe Looten, op. 64, für vier Stimmen a cappella (2004)
- Bruno Coulais für 2 Frauen- und 2 Männerstimmen, Chor, Violine, Klavier, Gitarre, Streichquartett und Schlagzeug (2005)
- Hristo Tsanoff (2006 und 2007)
- Philipp Ortmeier für Sopran, Chor und Streichorchester (2007/08)
- Karl Jenkins: Stabat Mater (Jenkins) (2008)
- Martin Lutz (für Soli, Chor und Orchester; Uraufführung am 28. Oktober 2011 im Dom zu Hadersleben, Dänemark)
- Oddvar Lönner (für Soli, Chor und Orchester; Uraufführung am 1. Dezember 2012 in der Evangelischen Kirche zu Wiener Neustadt, Österreich)
- Vladimir Romanov für Sopran, Violine, Chor und Orchester (2013)
- Felix Bräuer (für Bass-Solo und Streicher); 2015/2016
- Martina Schäfer für Soli, Chor und Streicher (2015)
- Albert Breier für Sopran und Violoncello (2016)
- Margarete Sorg-Rose für vierstimmigen gemischten Chor und Englisch Horn (2018)
- Lucio Mosè Benaglia "Stabat Mater für Mariupol" Op. 34 für Chor und Streicher; Uraufführung in der Bürgersaalkirche, München, am 2. April 2023

## Wahlspruch
Die Zeile Da per matrem me venire (frei übersetzt: „Lass über die Mutter [Maria] mich gelangen [in das Himmlische Reich]“) wurde vom US-amerikanischen Bischof Fulton John Sheen als Wahlspruch in sein Wappen aufgenommen.